# Oberhof
Oberhof – miasto w Niemczech, w kraju związkowym Turyngia, w powiecie Schmalkalden-Meiningen, w 2010 roku mieszkało tu 1530 osób. Miasto jest ważnym ośrodkiem sportów zimowych w skali landu.

## Demografia
| - 1665 – 51 - 1705 – 150 - 1900 – 400 - 1933 – 1149 - 1939 – 1086 - 1994 – 2189 | - 1995 – 2118 - 1996 – 2052 - 1997 – 1981 - 1998 – 1884 - 1999 – 1845 - 2000 – 1803 | - 2001 – 1726 - 2002 – 1693 - 2003 – 1647 - 2004 – 1613 - 2006 – 1674 |

## Sport
W Oberhofie znajduje się duża skocznia narciarska Hans-Renner-Schanze o punkcie konstrukcyjnym na 120 metrze. Na skoczni od wielu lat odbywają się międzynarodowe zawody w kombinacji norweskiej. W Oberhofie zbudowano także obiekt Wadebergschanze, a wcześniej znajdował się tu skocznia Thüringenschanze, wyburzona w 1986. W miejscowości tej odbyły się Mistrzostwa Świata w Narciarstwie Klasycznym 1931. Poza tym w Oberhofie co roku odbywają się zawody biathlonowe. W 2004 i 2023 rozgrywały się Mistrzostwa Świata w Biathlonie. Ważnym obiektem sportowym w tym mieście jest również sztucznie lodzony tor saneczkowy, na którym odbywają się różne imprezy sportowe.

## Współpraca
Miejscowości partnerskie:
- Bad Neustadt an der Saale, Bawaria
- Lillehammer, Norwegia
- Ruhpolding, Bawaria
- Winterberg, Nadrenia Północna-Westfalia